# 中國廣播公司
- 關於臺灣的國際廣播機構，請見「中央廣播電台」。
- 關於日本一家以中國地方為服務範圍的廣播業者，請見「中國放送」。
- 關於中华人民共和国新成立的国营广播电视机构，請見「中央廣播電視總台」。
- 關於中央广播电视总台的前身之一，請見「中央人民广播电台」。
- 關於“中廣”的其他用法，請見「中廣 (消歧義)」。

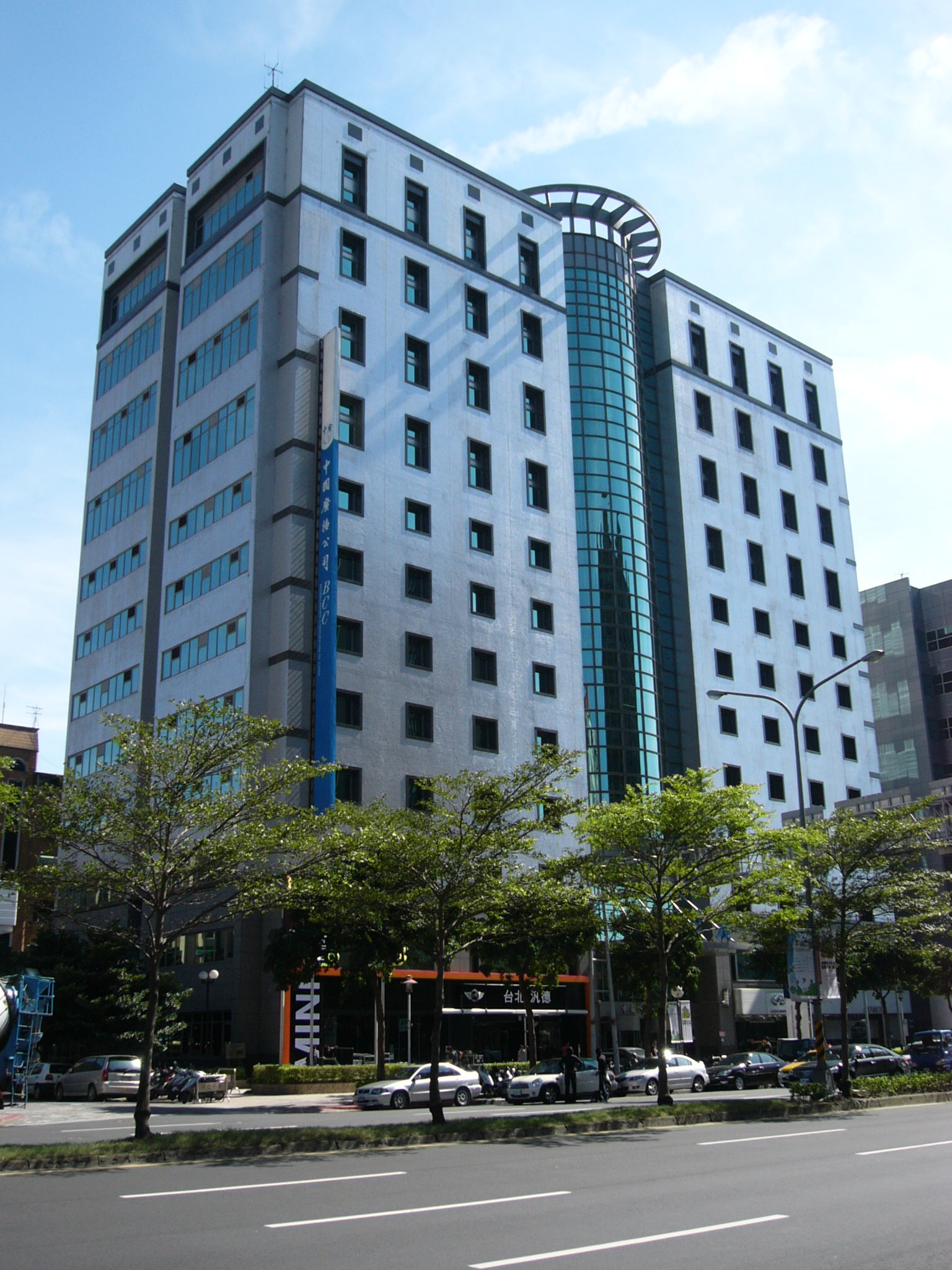
中廣總部所在地：中廣松江大樓

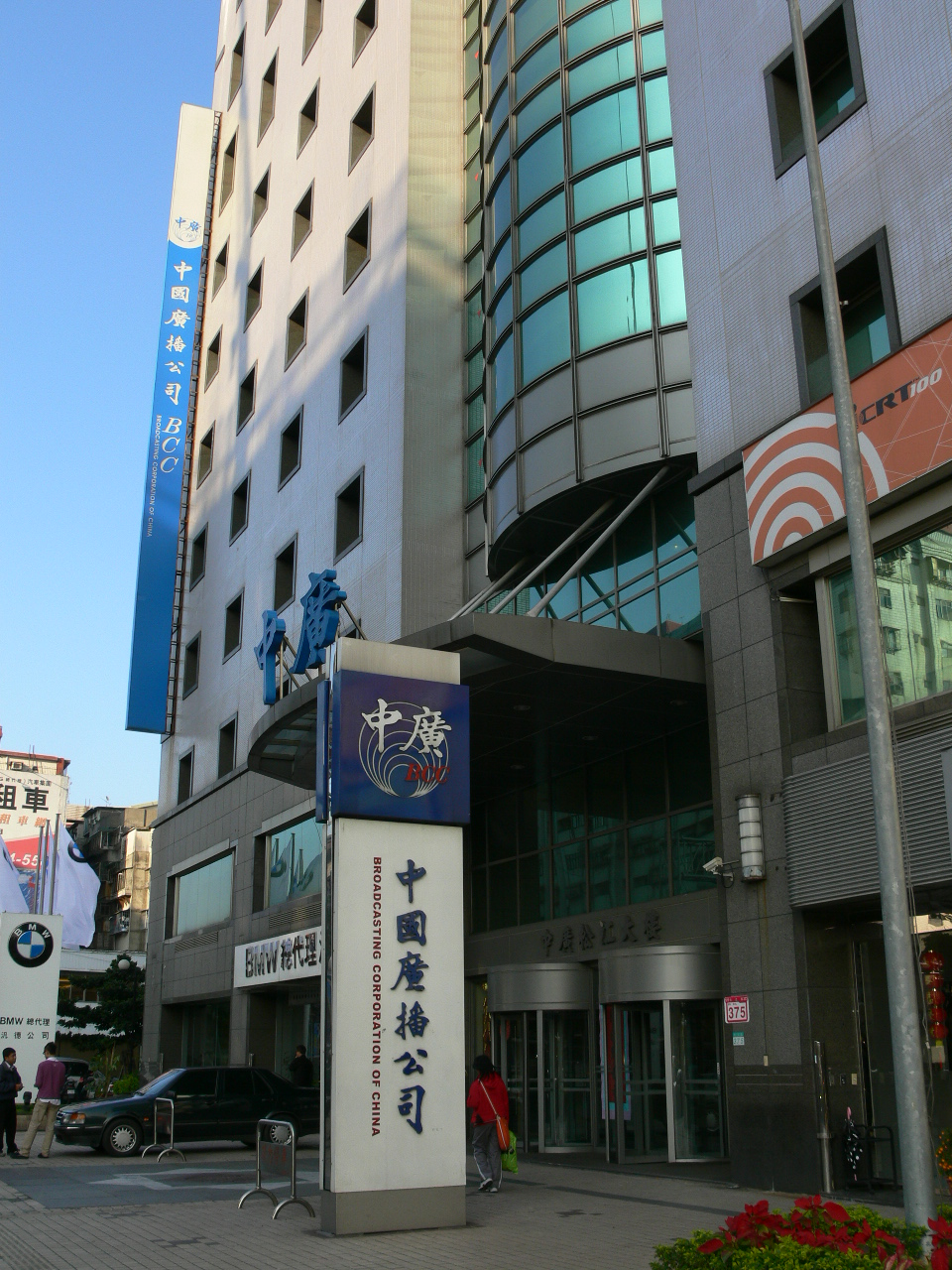
中廣松江大樓一樓近照

中國廣播公司，簡稱中廣、BCC，是中華民國廣播事業的先驅，也是臺灣最大的電台廣播業者之一。創立於1928年，原先為中國國民黨之黨營事業，也是中國國民黨繼中央通訊社、《中央日報》之後創辦的第三個中央宣傳機構；之後先後經國民黨黨營事業華夏投資公司、中國時報系控股之「榮麗投資公司」擁有。總部設於臺北市松江路，擁有3個全國電台廣播頻道、3個地方電台廣播頻道和1個網路電台廣播頻道。
中廣的運作體制，是在董事會、監察人、董事長之下，共設四部、三處、一中心及七個地方分台。「四部」為新聞、節目企劃、業務行銷、廣告管理部；「三處」為工程處、財務處、管理處和製播中心。迄2008年元月止，中廣員工共計兩百餘人，在全國擁有新竹台、苗栗台、臺灣台（位於臺中市忠明南路）、嘉義台、臺南台、高雄台、花蓮台等7個地方分台。使用發射機共55部（備機55部），發射總電力593.3千瓦（備機電力599.95千瓦）。每天播音1,320個頻率小時。
2017年4月15日，中廣音樂網及中廣寶島網宣布自零時起停播地面廣播(FM)訊號，4月24日音樂網改為「網路廣播」繼續播出，寶島網網路廣播播至6月11日，6月12日正式停播。

## 歷史

1978年時的中廣商標

1972年時的中廣大樓，位於台北市仁愛路三段，現已拆除改建為宏盛帝寶社區。

### 草創時期
1928年2月初，中國國民黨中央執行委員會召開第二屆第四次全體會議，中國國民黨大老陳果夫與中國國民黨中央宣傳部部長戴傳賢及中國國民黨中央委員葉楚傖討論後決定設立一家廣播電台，陳果夫設法墊款關銀一萬九千兩，委託國民政府軍事委員會上海無線電機製造廠向美國開洛公司訂購一台500瓦中波播音台（包括發射機、放大機、增音機、傳話器、電話機、發電設備、天線鐵塔、重要備貨等），並請國民政府軍事委員會交通處處長李範規劃一切。後經中國國民黨中央宣傳部委任徐恩曾籌辦建台業務，歷時數月。
1928年6月，中國國民黨中央委員會決定廣播電台定名為「中國國民黨中央執行委員會廣播無綫電台」，簡稱「中央廣播電台」或「央廣」，隸屬於中央宣傳部。1928年8月1日17時，央廣成立於南京市丁家橋，在中國國民黨中央委員會大禮堂舉行開播典禮，呼號為XKM（“X”为国际无线电公会当时指定给中国无线电台专用的第一字母，“KM”为国民党的英文缩写），波長為300公尺。1929年7月，中国国民党第三届中央执行委员会第18次常务会审议通过央广扩建计划，拟将功率扩大为50千瓦。
1931年7月，中國國民黨中央執行委員會第三屆第150次常務會議通過央廣改名為「中央廣播無綫電台管理處」，隸屬於中央執行委員會。1932年8月25日，中國國民黨中央執行委員會第四屆第35次常務會議核准修正《中央廣播無綫電台管理處組織條例》，第1條規定「中央廣播無綫電台管理處直接隸屬於中國國民黨中央執行委員會」；同年11月12日，央廣75千瓦广播发射台正式开播，并改呼号为XGOA，改频率为680千赫（1933年又改为660千赫），是当时亚洲发射功率最大的广播电台，故又称为“强力广播电台”。1936年1月，中國國民黨中央執行委員會第五屆第二次中常會決議，「中央廣播無綫電台管理處」改名為「中央廣播事業管理處」，隸屬於中央執行委員會。對日抗戰時期，央廣先後遷至漢口、重慶播音，以「中央廣播電台」（呼號為XGOA）對國內廣播，以「中国國際廣播電台」（呼號為XGOY）:46對國外廣播；抗戰勝利後，央廣遷回南京。
1949年4月23日，中国人民解放军进驻南京；次日，中廣位于南京的发射台取消中廣呼号，改以“南京广播电台”名称维持播音，呼号XGOB，全部转播北平新华广播电台节目。同年5月18日，南京人民广播电台正式播音（并非现今的南京人民广播电台，现今的南京人民广播电台成立于1978年；1953年，南京、苏南、苏北三地人民广播电台合并成立江苏人民广播电台）。至此，中廣结束了中国大陆播音21年的历史。

### 公司化
1943年11月20日，中央廣播事業管理處奉命擬定戰後工作方案，以企業化為依歸，並依據中國國民黨總裁蔣中正著書《中國之命運》，配合國際情勢與國防需要，草擬五年計畫綱要，分為甲乙丙三種方案以備選擇。1944年1月5日，中央廣播事業管理處完成擬定《發展戰後廣播事業計畫綱要草案》與《中國廣播公司組織章程草案》。1944年4月29日，中國國民黨中央黨務委員會審查小組研究廣播事業企業化計畫，作成6點意見。1944年8月1日，中國國民黨中央黨務委員會例行會議，採取審查小組意見，將草案由中央宣傳部連同電影出版兩事業企業化計畫送交國防最高委員會中央設計局統籌。1944年12月18日，中央設計局致函中國國民黨中央宣傳部，請將原草案參酌綜合意見修訂後送去，以便研討。1945年10月19日，依據中國國民黨中央宣傳部擬定的廣播事業三原則，中國國民黨中央常務委員會決定仿效英國，由國家經營廣播事業。1945年11月，仿照中國銀行、交通銀行等的設置規則及英國廣播公司的專營章程，中央廣播事業管理處擬定《中國廣播股份有限公司條例草案》。
1946年1月，國防最高委員會三位委員吳敬恆、陳果夫、居正提議，參酌各國廣播公司辦法，請國民政府將中央廣播事業管理處改組為「中國廣播股份有限公司」（即「中廣」）；三人並附上中廣組織條例草案，送交國民政府辦理；同月，國防最高委員會第184次會議決定刪除中廣組織條例草案之「專營」字樣，將中央廣播事業管理處改組為一特種公司，請中央廣播事業管理處依《公司法》草擬公司章程後送國民政府討論。1946年2月25日，中央廣播事業管理處完成擬定《中國廣播特種股份有限公司章程草案》，函送行政院核議。1946年3月6至7日，行政院召集財政部、經濟部、教育部、交通部、中國國民黨中央委員會財務委員會、中國國民黨中央宣傳部、中國國民黨中央委員會廣播事業指導委員會、中央廣播事業管理處，逐條討論《中國廣播特種股份有限公司章程草案》；因當時國民政府正忙於還都南京，雖然政府要員對於草案內第3、6、9、10條的文字頗多意見，但草案經討論而未決，暫行擱置。
1946年5月5日國民政府還都南京以後，陳果夫多方洽談，採用將中央廣播事業管理處改組為一普通公司且和國民政府簽訂合約的方式來奠定《中華民國憲法》施行後中廣的基礎，先由中國國民黨中央委員會財務委員會通過合約草案。1946年8月7日，陳果夫以自己名義將合約草案函送行政院秘書長蔣夢麟，請蔣夢麟轉請行政院院長宋子文核定。1946年9月27日，行政院召集各有關機關舉行審查會，審查中央廣播事業管理處改組為普通公司且和國民政府簽訂合約案。1946年10月8日，行政院決議，將已審查的合約草案送交通部與中國國民黨中央宣傳部再加研究後，提交院會討論。1946年11月29日，交通部與中國國民黨中央宣傳部函送研究結果：⑴將中央廣播事業管理處改組為一普通公司，依法向交通部與經濟部聲請立案；⑵國民政府與該公司訂立合約，委託該公司代辦政令宣導，期限五年，政府並給予補助；⑶該公司每年將其會計報告送國民政府查核。
1946年12月初，中國國民黨中央委員會從「協助及服務廣播事業15年以上者」與「目前和將來有聯繫必要者」中選定17人為股權代表人。1946年12月20日，中國國民黨中央委員會在南京湖南路18號召開「中國廣播股份有限公司創立會議」，通過《中國廣播股份有限公司章程》並將其送交經濟部立案，且選出董事21人、監察人7人，公推陳果夫向國民政府洽辦供應節目事宜，但一切任務仍交中央廣播事業管理處負責。1947年1月8日，行政院第771次院會決議，關於中央廣播事業管理處改組普通公司案，照交通部與中國國民黨中央宣傳部所擬辦法辦理。1947年1月10日，陳果夫代表中廣，蔣夢麟代表行政院，雙方簽約；依照合約，國民政府每月補助中廣經費國幣20億元，相當於20萬美元。1947年4月18日，經濟部核准《中國廣播股份有限公司章程》，並發給中廣「設字第3629號」執照；當時除了中央廣播事業管理處本身（設在南京）以外，中廣擁有「修造所」（總所設在上海，分所設在北平與重慶）、唱片廠（設在上海）與39個廣播電台。

### 遷往臺灣後
1949年6月，中華民國政府下令撤退至臺灣，中廣與中央廣播事業管理處一同隨中華民國政府遷臺，中廣總部遂設址於臺北新公園內；同年，設於原臺灣放送協會臺中放送局內的臺灣廣播電台移交中廣，改名為「中國廣播公司台中廣播電台」，簡稱「中廣臺中台」。1949年6月，中廣完成20千瓦短波發射機的裝設，設立「海外廣播部」。1949年10月10日，中廣海外廣播部正式開始以「自由中國之聲（Voice of Free China）」呼號對海外播音，最初僅以國語及英語播音，奠定了中華民國海外廣播的基礎。

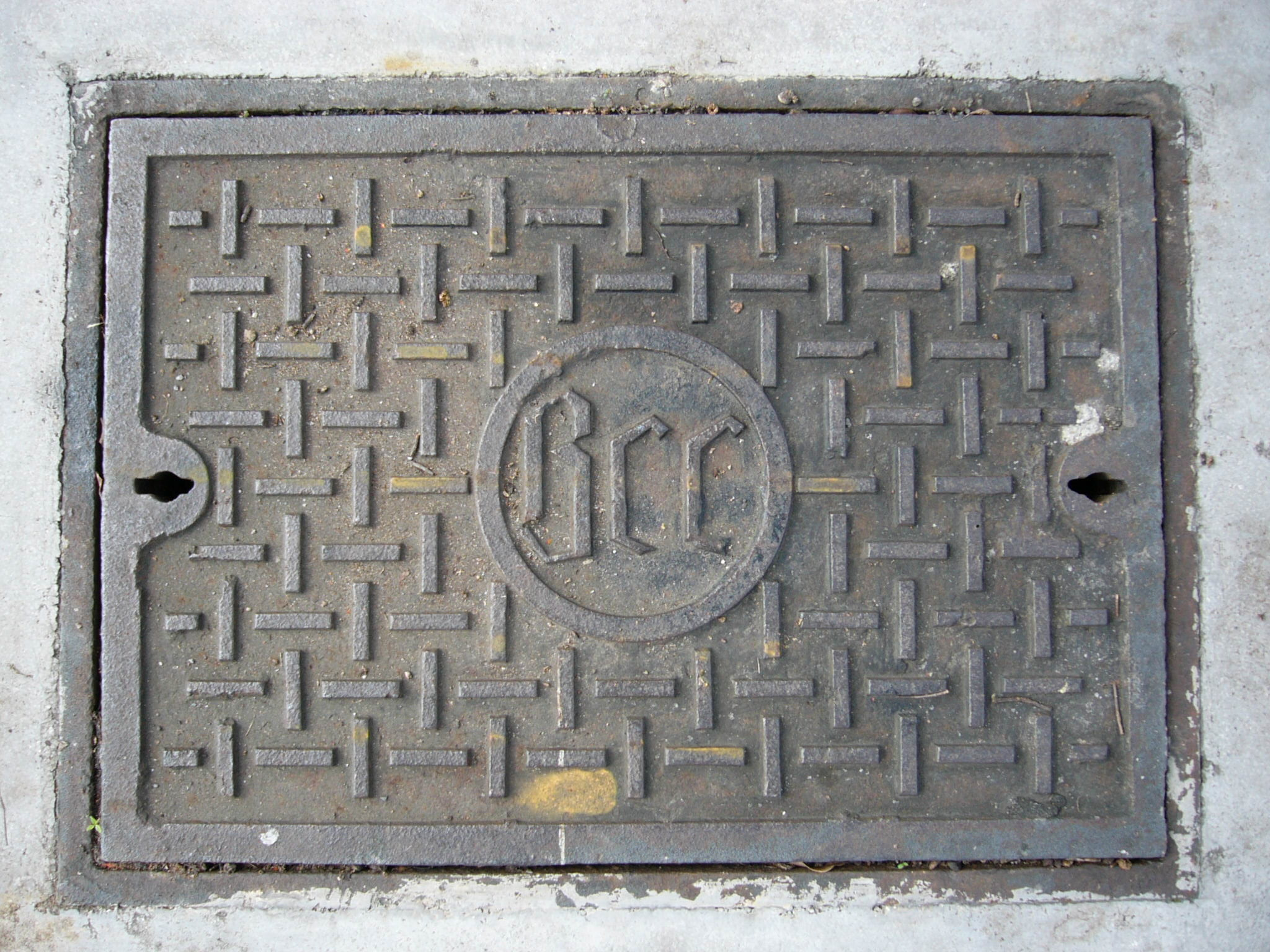
位於臺北市總統府廳舍正對面的中廣手孔蓋，中央圓形圖案為鑄造時的中廣商標

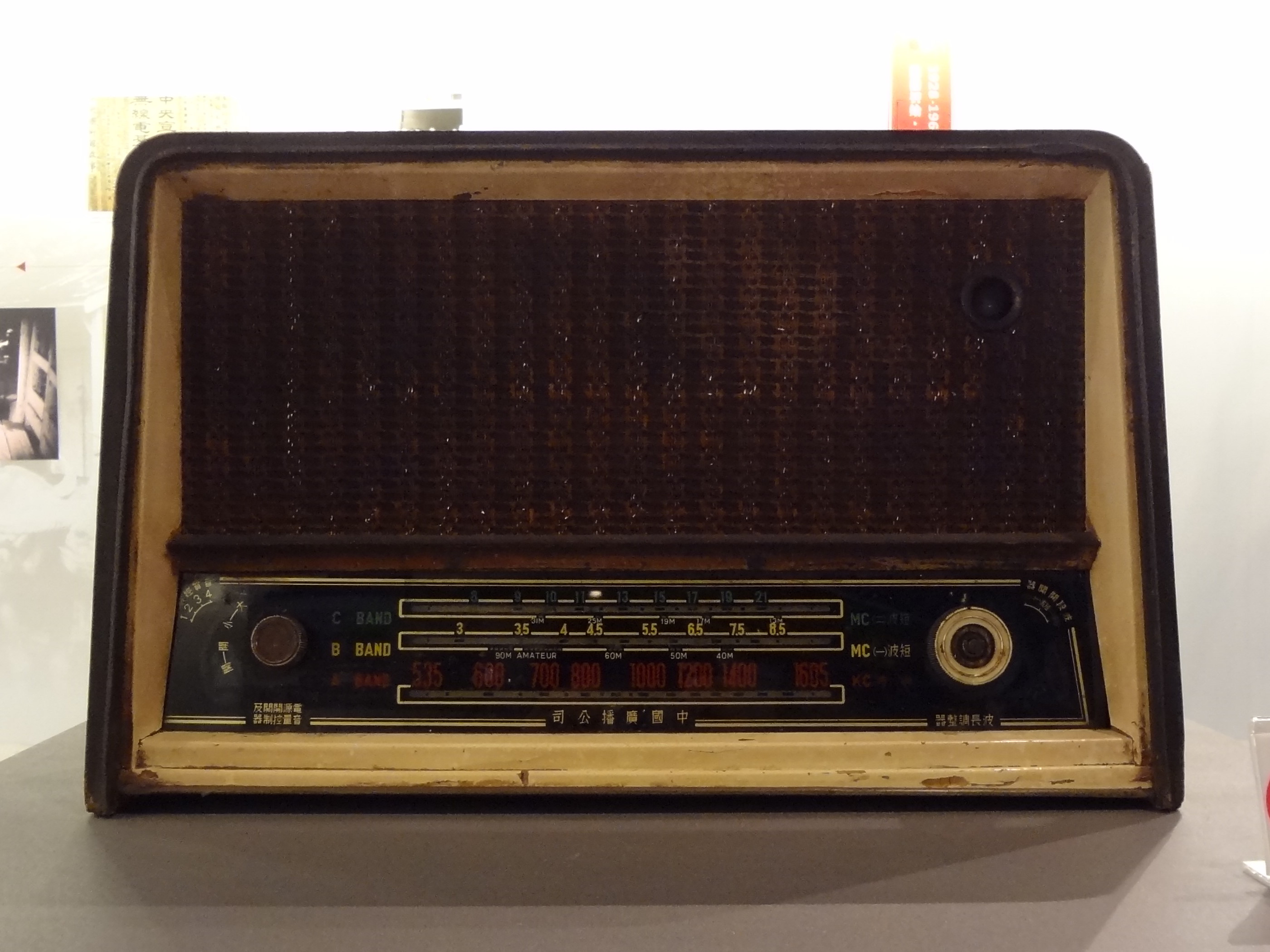
中廣牌真空管收音機50-HHE6A

1949年11月16日，中廣在臺北新公園內的臺灣廣播電台召開第一次股東大會與第一次董事會，股東77人出席46人，選出董事21人、監察人7人，通過中廣現階段業務方針及組織規則，推選陳果夫、張道藩、陶希聖、董顯光、余井塘、吳道一、昌煥等7人為常務董事，常務董事互推張道藩為董事長，監察人互推李文範為常駐監察人，董事會聘請董顯光為總經理，中廣接收中央廣播事業管理處，中央廣播事業管理處正式走入歷史。1949年11月20日，中廣正式以中廣名義對外。1949年12月，中廣正式由董事長與總經理負責推行業務，原中央廣播事業管理處英文簡稱「CBA」被廢止，中廣英文簡稱定為「BCC」。
1950年11月，中國國民黨中央委員會決定運用中廣的一臺中波廣播發射機，由中國國民黨中央委員會第六組直接指導，繼續使用中央廣播電台呼號，每日對中國大陸播音6小時。12月18日，中國廣播公司「正式開始對大陸廣播」。1951年5月，中廣開始使用「中央廣播電台——自由中國之聲」呼號對中國大陸播音。1951年8月，中廣成立「大陸廣播組」，獨立作業，負責編播對中國大陸播音的心理戰節目。1954年5月20日，中廣大陸廣播組擴大為「大陸廣播部」。
1954年8月25日，中國農村復興聯合委員會（農復會）委託中廣各地辦事處分發向美國訂購的五燈中波收音機6000台，給各農民團體收聽農業知識及農事消息；分發儀式在中廣臺灣廣播電台舉行，由中廣副總經理羅學濂主持。
1958年6月1日，中廣四開報紙型週刊《中廣週刊》創刊，隸屬中廣節目部，張數為一張半：一張為文字版，半張為畫頁。
1960年2月，中廣奉中國國民黨中央委員會第183次常務會議指示，負責創辦臺灣的電視事業。1960年5月20日，中華民國第三任正副總統就職大典，中廣與日本電氣（NEC）合作以10瓦發射機試播現場實況電視節目，並佈置50台電視機在各公共場所；這是臺灣無線電視之始。
1961年12月31日，《中廣週刊》改版為32開版書本型週刊《空中雜誌》，篇幅為48頁：文字版40頁，畫頁8頁，封面印套版三色。1962年1月，《空中雜誌》一度改為雙週刊；1966年1月1日，《空中雜誌》恢復為週刊。
1965年7月1日，中廣國內廣播業務開始受理託播廣告。1966年7月1日，中廣應大韓民國政府邀請，開始轉播韓國放送公社節目，服務駐越南共和國的大韓民國國軍。
1966年10月24日，亞洲廣播聯盟（當時臺灣譯為「亞洲廣播公會」，今亞太廣播聯盟）於臺北市中山堂舉行第三屆會員大會，中廣總經理黎世芬兼任大會主席。
1968年，中廣成立新聞部，由國內廣播部副主任張繼高擔任首任新聞部主任；中廣臺中台改名為「中國廣播公司臺灣廣播電台」，簡稱「中廣臺灣台」。1968年7月31日，中廣調頻廣播系統（亦是中華民國第一座調頻廣播系統）正式營運，運用該系統的中廣首座調頻電台（臺北地區調頻電台，即後來的中廣流行網）由時任副總統嚴家淦於該日下午按鈕開播，突破了過去全用調幅播音的界限，將臺灣廣播帶入調頻立體聲的新紀元。
1968年8月1日，中廣40週年（自1928年8月1日起算，下同），中華民國交通部郵政總局發行紀念郵票「中國廣播公司創立四十週年紀念郵票」。
1969年6月14日，中廣耗資新臺幣6000多萬元興建的廣播電視大廈開工。1970年，中廣成立「電視製作部」展開自製電視節目，當時中廣新聞部主任王大空兼任電視製作部第一屆主任。1973年2月3日，中廣電視製作部裁撤。
1971年2月16日，《空中雜誌》出版第390期，自該期起改為半月刊，擴版為16開版，封面改為彩色印刷。同日9時整，廣播電視大廈落成啟用，中廣總部從原址遷入，並與中國電視公司合用總部。1971年3月7日，中廣電視製作部製作的第一個電視節目《快樂兒童》在中視頻道開播。
1972年7月1日，中廣大陸廣播部正式恢復中央廣播電台建制。
1973年8月1日，中廣新聞專業電台開播（即現在的中廣新聞網）。1975年，中廣與中央廣播電台皆奉令改組為獨立經營單位，總部皆仍設於廣播電視大廈。1975年8月3日，彰化縣芬園鄉中廣臺灣台芬園轉播站開播，提供大臺中、彰化縣、南投縣調頻廣播服務。
1978年，中廣50週年紀念合唱曲〈中廣之歌〉，由黃瑩作詞、黃友棣作曲。1979年，在政府支持下，中廣成立「亞洲之聲（Voice of Asia）」，主要對亞洲地區播音，同時辦理其它相關之海外廣播業務。1987年1月1日，中廣首先推出調幅立體廣播節目。1987年8月1日，中廣音樂網開播。1988年8月15日，中廣青春網開播。
1990年，中廣成立子公司「萬世國際股份有限公司」，製作電視節目。1990年代，萬世國際曾為衛視中文台製作多個綜藝節目，也曾製作傳訊電視大地頻道益智節目《大家一起來猜猜》及其後繼節目《戰爭遊戲：War Game》。1990年3月1日，中廣新聞部成立「大陸新聞組」，派員赴中國大陸採訪報導當地新聞。1991年，中廣成立「財團法人臺北市中廣愛心園社會福利事業基金會」，由中廣提撥基金，並接受中廣員工及社會大眾之愛心捐款，援助海內外需要救助的民眾。
1993年2月22日，中華職棒與中廣簽定職棒4年球賽轉播合約，中廣將在全年270場比賽中轉播240場比賽。1993年8月，中廣「廣播文物館」開館。1994年，中廣與財團法人世界基金會設置「世界廣播獎助學金」，獎助各大專院校的新聞及廣播電視相關科系學生。1994年7月1日，中廣青春網停播，原頻率由中廣新聞網取代，部份節目移到中廣服務網(AM 1458)播出。
1994年8月，中廣流行網啟用「多功能錄音室」，中廣音樂網啟用「數位式全自動電腦播出系統」。1996年3月，中廣「聽友服務中心」落成啟用。
1996年5月16日，中廣網站開站，域名為「www.bcc.com.tw」，並推出RealAudio網路即時廣播。1998年，中廣各頻道節目陸續兼以人造衛星與微波傳輸至全國各地，並率先研發國內數位廣播革新方案；同年，中廣臺灣台搬遷，原臺中放送局及其土地歸還臺中市政府。1998年1月1日，中廣海外廣播部與中央廣播電台合併改制為財團法人中央廣播電台；中廣旗下「自由中國之聲」與「亞洲之聲」的海外廣播業務，自當日及2002年元旦起陸續轉移至中央廣播電台執行。1999年11月29日，中廣與美國洛杉磯華美電視於洛杉磯舉辦合作結盟慶祝酒會，時任副總統連戰頒書面賀詞。
2000年1月，中廣總部遷至臺北市中山區松江路「中廣松江大樓」。2000年4月26日，「中國廣播文物館」開館，館內陳列著中廣過去的歷史資料及骨董級廣播器材。2001年6月8日，中廣董事長黃昆輝、中國國民黨中央委員會文化傳播委員會主任委員王志剛與中廣主持群共同按鈕，中廣唯一網路電視服務「中廣網路電視」開播（現已停播）。2005年1月，中廣組織架構調整為「3部、3處、3中心」，新成立北部營運中心、中部營運中心與南部營運中心，讓中廣各分台自負盈虧。北部營運中心管轄中廣總部、宜蘭台、花蓮台與新竹台，中部營運中心管轄苗栗台、嘉義台與臺灣台，南部營運中心管轄括臺南台、高雄台與臺東台。2006年，萬世國際解散。

### 民營化後迄今
2004年間，陳水扁政府清查國民黨黨產，交通部提告索討中廣5處土地，贏回新北市八里區與彰化縣芬園鄉土地、但輸掉嘉義縣民雄鄉土地。其中價值估計新臺幣百億元的中廣板橋機房土地，一審、二審法院判決中廣勝訴；2014年8月26日最高法院更三審判決定讞，中廣違反《國有財產法》，土地收回國有。
2005年，由於黨政軍退出媒體政策，國民黨將持有的中廣股權移轉給中國時報集團的控股公司「榮麗投資公司」。2007年5月17日，最高法院判決，中廣應將旗下兩塊位於彰化縣芬園鄉的微波機房土地（共2930平方公尺）還給交通部，全案定讞；而中廣將其中一塊土地還給交通部前，仍須按日給付租金新台幣84元；即使立刻還地，中廣仍須支付約新台幣十萬元。
2006年12月23日，榮麗投資公司將中廣的媒體事業部門賣給前飛碟電台董事長趙少康，趙少康出任中廣董事長。2007年1月，中廣音樂網與其外包製作公司的合約到期，資遣40名員工及8位DJ。2007年1月12日上午11點，中廣最後一次使用「中原標準時間」報時，並於同日正午12時啟用「現在時間」做整點報時（音樂網已於1999年停用「中原標準時間」報時）。
2007年1月31日，中廣音樂網原英文名稱劃下句點。2007年2月1日，中廣音樂網大幅改版，以新英文名稱正式開播。2007年8月7日，中廣流行網正式啟用新名稱。
2007年10月24日，因經濟部遲不核准負責人變更登記、及行政院撤銷國家通訊傳播委員會裁決案等因素，趙少康宣佈辭去董事長、總經理等職務，退出中廣經營。2009年5月，趙少康回任中廣董事長，並再度主持節目。
2010年12月21日，最高法院判決，中廣應將旗下位於台北縣八里鄉(現新北市八里區)的十六筆土地（共約2.62公頃）還給交通部，全案定讞。2015年6月24日，登錄興櫃交易，參考價新臺幣14.46元，股票代號8325。2016年7月27日，宣布終止股票櫃檯買賣及撤銷股票公開發行。
2016年11月30日，因應客家委員會及原住民族委員會申設全區性廣播電台，NCC收回中廣音樂網及中廣寶島網的執照，並計畫要求兩個廣播網於2017年3月1日起停止播音，但2017年2月14日台北高等行政法院裁准停止執行NCC決議收回頻道決定，全案可上訴。2017年3月16日，最高行政法院撤銷北高行准予停止執行的裁定，全案確定。NCC可以直接執行收回中廣音樂網及中廣寶島網。2017年4月14日，NCC於傍晚寄發公文，要求中廣音樂網及中廣寶島網自隔日零時起停播。2017年4月15日，中廣音樂網及中廣寶島網自零時起停止FM訊號播出。4月24日音樂網轉型為網路電台，透過線上串流繼續播音，台內部分DJ轉移至流行網主持節目。寶島網網路廣播播出到6月11日；6月12日零時起停播。

2017年5月1日，中廣新聞網進行組織調整並精簡人事；由董媛瑜任首任頻道總監並對節目進行改版；並裁撤宜蘭和台東台。
2018年1月2日起，新聞網週一到週五0600－1902時段節目同步在Youtube直播。
2019年3月21日，中廣各頻道啟用新版官方線上收聽平台。
2019年9月，行政院黨產會認定中廣公司是國民黨附隨組織，其名下不當取得的13筆土地及地上建物應移轉為國有，已移轉他人包括仁愛路豪宅帝寶在內的土地，追徵價額共新台幣77.3億元。
2024年1月1日，時任2024年中華民國副總統中國國民黨候選人的董事長兼總經理趙少康在電視辯論會上宣布辭去前述二職，1月8日中廣召開臨時董事會選出原董事長特助陳聖一為中廣新任董事長兼總經理；並經2月21日國家通訊傳播委員會會議認可。、

## 事業

### 廣播頻道
中廣共分為3個全國性的廣播網、3個地方性的廣播頻道和1個網路廣播頻道。
- 調頻(FM)部分
  - 流行網(BCC POP NETWORK，原為中廣調頻一網 i like radio)，頻道總監陳俞君

- 調幅（AM）部份
  - 新聞網(BCC NEWS NETWORK，NEWS radio)，頻道總監韋旭
  - 鄉親網（BCC COUNTRY NETWORK，原為中廣調幅二網），頻道總監陳偉哲

- 地區調幅（AM）電台
  - i go 531（台北總台，原為客家頻道）AM531
  - 鄉親服務網（台灣台）AM1062
  - 台南服務網（台南台）AM891

- 網路廣播部分
  - 音樂網(BCC MUSIC NETWORK，i radio)，頻道總監沈琬琳（2017年4月15日停播FM廣播訊號，4月24日改為網路電台型態播出[60]）

#### 收聽頻率
- 中廣新聞網
  - 總台AM 648  臺北、新北、基隆、桃園、馬祖、福州、莆田、泉州
  - 新竹台AM 882  新竹
  - 苗栗台AM 1413 苗栗
  - 臺灣台AM 720  臺中、彰化、南投（不包含埔里）；AM 1413 埔里
  - 嘉義台AM 1350 嘉義和雲林
  - 臺南台AM 1296 臺南、澎湖、莆田、泉州
  - 高雄台AM 864  高雄和屏東
  - 花蓮台AM 855  花蓮（不含花蓮鳳林以南，玉里以北）；AM 1116 玉里（花蓮鳳林以南，玉里以北）
  - 宜蘭 AM 630（原為AM 1404[61]，聯播花蓮台）
  - 臺東 AM 819（聯播花蓮台）
  - FM 96.3 金門[註 1]以及部分福建地區

- 中廣流行網（原調頻第一廣播網）
  - 總台和高雄台 FM 103.3 臺北、新北、基隆、桃園、高雄、屏東、玉里、澎湖，有時在金門以及中國大陸的厦門、泉州、漳州、莆田等地亦可收到
  - 新竹台和苗栗台 FM 102.9 新竹和苗栗
  - 臺灣台和花蓮台FM 102.1 臺中、彰化、南投、雲林、宜蘭、花蓮、臺東，有時在金門以及中國大陸的厦門、泉州、漳州、莆田等地亦可收到
  - 嘉義台和臺南台 FM 103.1 雲林、嘉義、臺南
  - FM 107.3 埔里
  - FM 96.3 金門、泉州、厦門

- 中廣鄉親網（原調幅第二廣播網）
  - 總台 AM963 台北、新北、基隆、桃園
  - 新竹台  AM1017 新竹
  - 苗栗台  AM1161 苗栗
  - 台灣台  AM927  台中、彰化、南投；埔里 AM1152
  - 嘉義台  AM1035 嘉義和雲林
  - 台南台  AM711  台南
  - 高雄台  AM1224 高雄和屏東
  - 花蓮台  AM1188 花蓮；玉里 AM1386
  - 宜蘭    AM1161 （聯播花蓮台）
  - 台東    AM1008 （聯播花蓮台）

### 網路平台
- 好物市集
- iCare愛健康[62]
- 孜孜線上聽

### 傳播行銷服務
- 新傳媒股份有限公司

### 進修學習機構
- 新傳媒學苑[63]

## 音樂網和寶島網FM頻道停播始末
中廣音樂網與寶島網之廣播執照係因為1980年代，行政院“遏制中國大陸匪波政策”而設立，因目前已經廢止「遏制匪波」政策，其所使用的頻段已經被NCC指配給原民廣播電台及客家廣播電台，2017年3月1日生效，所以音樂網與寶島網需於3月1日之前停止使用相關頻率。
但2017年2月14日臺北高等行政法院裁准停止執行NCC決議收回頻道決定，全案可上訴，NCC於2月24日向最高行政法院提出抗告，隨後最高行政法院裁臺北高等行政法院作出的裁定廢棄，無線廣播訊號的音樂網與寶島網於2017年4月15日0時停止播音。
講客廣播電台使用原中廣寶島網的頻率播音，於2017年6月23日開播；原住民族廣播電台則使用原中廣音樂網的頻率播音，於2017年8月9日開播。

## 國際合作
中廣在全球各地的姊妹台包括：
- 哥斯大黎加：Monumental廣播公司（Radio Monumental）
- 紐西蘭中文電台
- 美國生活電台
- 洛杉磯KAZN中文廣播電台
- 舊金山星島中文電台（Sing Tao Chinese Radio）
- 紐約中國廣播網
- 華盛頓中文廣播電台
- 達拉斯中國廣播公司
- 加拿大中文電台
- 溫哥華匯聲廣播電台
- 澳洲中文廣播電台（2CR）
- 巴拿馬中文廣播電台

### 引用
1. 1 2 3 4 5  中國廣播公司. .   [2021-06-24]. （原始内容存档于2021-06-24）.
2. 1 2 3 4 5  . 江蘇省地方志辦公室. 2000年12月  [2016年4月21日]. （原始内容存档于2016年10月9日）.
3. ↑  吳道一 著，《中廣四十年》，中國廣播公司1968年8月臺初版，第3頁。
4. 1 2 3 4  吳道一 著，《中廣四十年》，中國廣播公司1968年8月臺初版，第6頁。
5. ↑  吳道一 著，《中廣四十年》，中國廣播公司1968年8月臺初版，第3至4頁。
6. ↑  林蘭芳.  (pdf). 國史研究通訊. 2015年12月1日, (9): 45–52  [2018年8月1日]. ISSN 3001-2658 请检查|issn=值 (帮助). （原始内容存档 (PDF)于2018年8月1日）.
7. ↑  . 中国新闻网. 2012-11-29  [2014-03-13]. （原始内容存档于2014-03-13）.
8. 1 2 3  吳道一 著，《中廣四十年》，中國廣播公司1968年8月臺初版，第173頁。
9. ↑  吳道一 著，《中廣四十年》，中國廣播公司1968年8月臺初版，第177頁。
10. ↑  吳道一 著，《中廣四十年》，中國廣播公司1968年8月臺初版，第179頁。
11. 1 2  吳道一 著，《中廣四十年》，中國廣播公司1968年8月臺初版，第181頁。
12. ↑  吳道一 著，《中廣四十年》，中國廣播公司1968年8月臺初版，第6與181頁。
13. ↑  吳道一 著，《中廣四十年》，中國廣播公司1968年8月臺初版，第184至185頁。
14. ↑  吳道一 著，《中廣四十年》，中國廣播公司1968年8月臺初版，第185頁。
15. ↑  吳道一 著，《中廣四十年》，中國廣播公司1968年8月臺初版，第192頁。
16. ↑  吳道一 著，《中廣四十年》，中國廣播公司1968年8月臺初版，第195頁。
17. ↑  吳道一 著，《中廣四十年》，中國廣播公司1968年8月臺初版，第186頁。
18. ↑  吳道一 著，《中廣四十年》，中國廣播公司1968年8月臺初版，第187頁。
19. ↑  吳道一 著，《中廣四十年》，中國廣播公司1968年8月臺初版，第187頁、第198至208頁。
20. ↑  行政院文化建設委員會，〈文建會-地方文化館-臺中放送局〉[永久]
21. ↑  廣播電視年鑑編纂委員會，《中華民國廣播電視年鑑：79～84》，中華民國廣播電視事業協會發行，《廣播與電視》雜誌社1996年5月20日出版，第34頁。
22. ↑  吳道一 著，《中廣四十年》，中國廣播公司1968年8月臺初版，第6至7頁、第253頁。
23. ↑  吳道一著，《中廣四十年》，中國廣播公司1968年8月臺初版，第268頁。
24. 1 2 3  廣播電視年鑑編纂委員會，《中華民國廣播電視年鑑：79～84》，中華民國廣播電視事業協會發行，《廣播與電視》雜誌社1996年5月20日出版，第20頁。
25. ↑  張之傑等《20世紀臺灣全紀錄》，錦繡出版1991年版。
26. ↑  楊瑞春 著，《國特風雲：中國國民黨大陸工作秘檔（1950～1990）》，稻田出版公司2010年1月第一版第一刷，ISBN 978-986-6749-60-5，第360、363頁。
27. ↑  黨營文化事業專輯編纂委員會 編纂，《黨營文化事業專輯之五：中國廣播公司》，中國國民黨中央委員會文化工作會1972年10月初版，第269至270頁。
28. ↑  黨營文化事業專輯編纂委員會 編纂，《黨營文化事業專輯之五：中國廣播公司》，中國國民黨中央委員會文化工作會1972年10月初版，第295頁。
29. ↑  黨營文化事業專輯編纂委員會 編纂，《黨營文化事業專輯之五：中國廣播公司》，中國國民黨中央委員會文化工作會1972年10月初版，第270至271頁。
30. ↑  黨營文化事業專輯編纂委員會 編纂，《黨營文化事業專輯之五：中國廣播公司》，中國國民黨中央委員會文化工作會1972年10月初版，第294頁。
31. ↑  廣播電視年鑑編纂委員會，《中華民國廣播電視年鑑：79～84》，中華民國廣播電視事業協會發行，《廣播與電視》雜誌社1996年5月20日出版，第22頁。
32. ↑  中華民國電視學會電視年鑑暨電視叢書編纂委員會 編纂，《中華民國電視年鑑第一輯：民國五十年至六十四年》，中華民國電視學會1976年5月30日出版，第229頁。
33. ↑  黨營文化事業專輯編纂委員會 編纂，《黨營文化事業專輯之五：中國廣播公司》，中國國民黨中央委員會文化工作會1972年10月初版，第160頁。
34. ↑  黨營文化事業專輯編纂委員會 編纂，《黨營文化事業專輯之五：中國廣播公司》，中國國民黨中央委員會文化工作會1972年10月初版，第272頁。
35. ↑  黨營文化事業專輯編纂委員會 編纂，《黨營文化事業專輯之五：中國廣播公司》，中國國民黨中央委員會文化工作會1972年10月初版，第160與167頁。
36. ↑  廣播電視年鑑編纂委員會，《中華民國廣播電視年鑑：79～84》，中華民國廣播電視事業協會發行，《廣播與電視》雜誌社1996年5月20日出版，第29頁。
37. ↑  廣播電視年鑑編纂委員會，《中華民國廣播電視年鑑：79～84》，中華民國廣播電視事業協會發行，《廣播與電視》雜誌社1996年5月20日出版，第206頁。
38. 1 2 3  廣播電視年鑑編纂委員會，《中華民國廣播電視年鑑：79～84》，中華民國廣播電視事業協會發行，《廣播與電視》雜誌社1996年5月20日出版，第43頁。
39. ↑  〈世界廣播獎助學金即日起收理申請〉 （页面存档备份，存于），中央社，2002年9月24日
40. ↑  〈廣播線上-中廣頻道調整〉，《聯合報》，1994年7月1日22版
41. ↑  中國廣播公司(1997/01/04)
42. ↑  新聞稿. . 中華民國總統府. 1999-11-29  [2014-03-03]. （原始内容存档于2015-09-24）.
43. ↑  黃如君、陳怡君 報導，〈中廣各營運中心步入軌道 「達成各分台收支平衡」為首要目標〉 （页面存档备份，存于），《銘報新聞》，2005年1月14日1版。
44. ↑  . 蘋果日報. 2014-08-27  [2017-03-26]. （原始内容存档于2015-11-19） （中文（臺灣））.
45. ↑  .   [2013-01-15]. （原始内容存档于2013-07-23）.
46. ↑  中廣音樂網錄音 （页面存档备份，存于）（1999年）
47. ↑  黃美寧. . 中央廣播電台. 2007年10月24日  [2007年10月24日]. （原始内容存档于2014年1月6日）.
48. ↑  .   [2010年12月14日]. （原始内容存档于2010年2月18日）.
49. ↑  賴心瑩、李姿慧、晏明強. . 台灣蘋果日報. 2010-12-22  [2014-11-16]. （原始内容存档于2015-09-23） （中文（臺灣））.
50. ↑  .   [2015-06-28]. （原始内容存档于2015-06-30）.
51. ↑  .   [2017-04-16]. （原始内容存档于2017-04-16）.
52. ↑  .   [2016-11-17]. （原始内容存档于2016-11-17）.
53. ↑  逆轉勝！中廣2頻道 NCC可直接收回 （页面存档备份，存于），自由時報
54. ↑  . 自由時報電子報 (自由時報). 2017-04-14  [2017-04-14]. （原始内容存档于2017-04-15） （中文（臺灣））.
55. ↑  中廣聲明
56. ↑  .   [2019-03-21]. （原始内容存档于2020-02-16）.
57. ↑  
黨產會認定中廣是國民黨附隨組織 追徵77餘億 （页面存档备份，存于） 2019.9.24 CNA
58. ↑  .   [2024-01-01]. （原始内容存档于2024-01-03）.
59. ↑  .   [2024-02-21]. （原始内容存档于2024-03-01）.
60. ↑  .   [2017-03-22]. （原始内容存档于2017-03-23）.
61. ↑  中廣AM新聞網（原始網頁已移除）
62. ↑  digital‧www.netsourcer.com.tw, Designer by Netsourcer. . www.icare99.com.tw.   [2017-02-12]. （原始内容存档于2017-02-12）.
63. ↑  . www.bcccourse.com.   [2017-02-12]. （原始内容存档于2017-02-12）.
64. ↑  .   [2017-08-03]. （原始内容存档于2015-12-08）.
65. ↑  .   [2017-08-03]. （原始内容存档于2017-08-03）.
66. ↑  .   [2017-08-03]. （原始内容存档于2017-06-23）.
67. ↑  . 自由時報.   [2017-08-03]. （原始内容存档于2017-08-03）.
68. ↑  . 原住民族電視台.   [2017-08-03]. （原始内容存档于2017-08-03） （中文（臺灣））.
69. ↑  . 中央通訊社. 2017-08-02  [2017-08-03]. （原始内容存档于2017-08-03）.

## 外部連結
- 中國廣播公司（页面存档备份，存于）
- 中廣活動專區的Facebook專頁